# Calodexia scurra
Calodexia scurra är en tvåvingeart som först beskrevs av Wulp 1890.  Calodexia scurra ingår i släktet Calodexia och familjen parasitflugor. Inga underarter finns listade.